# Ochodaeus setulosus
Ochodaeus setulosus là một loài bọ cánh cứng trong họ Ochodaeidae. Loài này được Bates miêu tả khoa học đầu tiên năm 1887.